# Place Mike-Brant
La place Mike-Brant est une place publique du 16e arrondissement de Paris, en France.

## Situation et accès

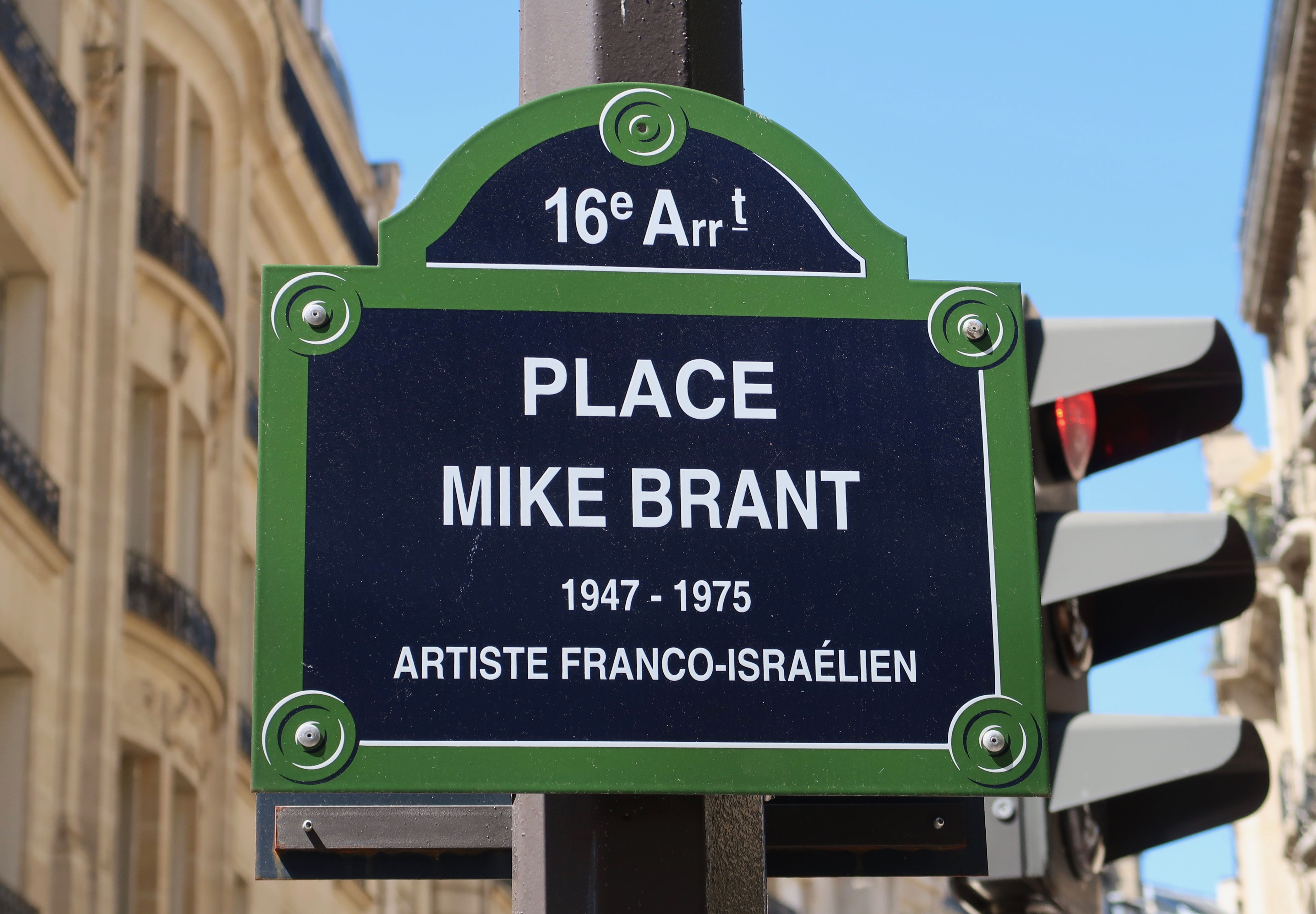
Plaque de la place.

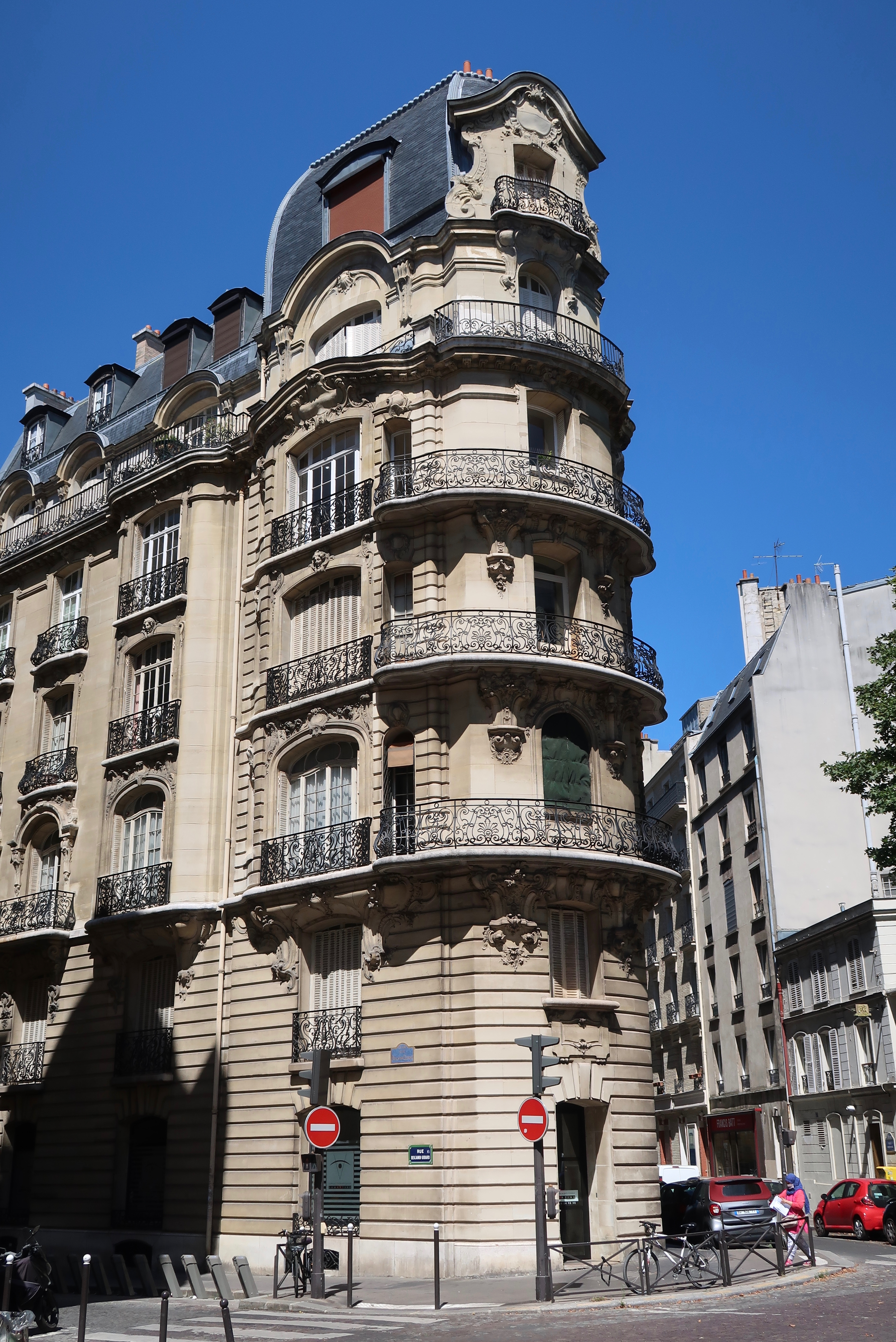
Immeuble de la place au croisement avec la rue Benjamin-Godard et la rue Spontini.

La place Mike-Brant se situe au carrefour de l'avenue Victor-Hugo avec la rue Dufrenoy, rue Benjamin-Godard et la rue Spontini. 
Elle est desservie par la ligne C du RER à la gare de l'avenue Henri-Martin et par la ligne 9 à la station Rue de la Pompe.

## Origine du nom
Elle est nommée en mémoire de l'artiste Mike Brant (1947-1975), qui vivait à proximité, lors de son arrivée à Paris en 1969 181-183 avenue Victor-Hugo puis, lors des dernières années de sa vie, 67 avenue Georges-Mandel.

## Historique
Le conseil municipal du 16e arrondissement et le Conseil de Paris votent ce projet en 2017. L'inauguration a lieu en 2018.

## Bâtiments remarquables et lieux de mémoire
- Le square Lamartine, à proximité.